# Mache (Otuzco)
Mache es una localidad peruana capital del Distrito de Mache de la Provincia de Otuzco en el Departamento de La Libertad. Se ubica aproximadamente a unos 100 kilómetros al este de la ciudad de Trujillo.